# Médecine dans l'Égypte antique
 (mai 2013).
La médecine dans l'Égypte antique se réfère à la pratique courante de la médecine dans l’Égypte du XXXIIIe siècle avant notre ère jusqu'à l’invasion perse de -525.
Cette médecine très avancée pour l'époque, était le fait d'un système de soins particulier, avec des médecins spécifiquement formés et aux pratiques contrôlées, exerçant en clientèle ou dans des lieux réservés, établissant des conclusions diagnostiques, usant de moyens thérapeutiques multiples, et toujours en relation avec le divin.
Le concept de maladie était différent de la définition moderne :
- en Égypte antique, on ne meurt pas en bonne santé,
- la maladie est la manifestation corporelle de la « prise de possession » du corps du patient, œuvre d'agents surnaturels (ennemi disposant d'une puissance magique, défunt mécontent, divinité fâchée, etc.),
- l'enveloppe corporelle est un élément nécessaire pour accéder à la vie éternelle, et sa destruction interdirait de l'espérer (la pire situation pour un ancien égyptien était d'avoir son corps brulé, car le corps était alors perdu).

Il existe une hypothèse sur l'origine des connaissances de la médecine égyptienne de l'Antiquité, qui voudrait qu’elle soit une « copie » de la médecine mésopotamienne, ce à quoi il est fait réponse que le développement de la civilisation mésopotamienne est postérieur à celui de l'Égypte. Cette polémique est hors sujet et ne peut pas participer à l'objet de cet article encyclopédique.
Les médecins égyptiens pratiquaient une petite chirurgie, non invasive, la réduction des fractures, disposaient d'une riche pharmacopée et se servaient de formules magiques. Bien que les remèdes de l'Égypte antique soient souvent considérés dans la culture moderne comme des incantations magiques et des ingrédients douteux, les recherches en égyptologie biomédicale montrent qu'ils étaient souvent efficaces et que soixante-sept pour cent des formules connues respectent les règles du codex pharmaceutique britannique de 1973, en dehors des règles de stérilisation. Les textes médicaux précisent les étapes de l’examen clinique, du diagnostic, du pronostic et les traitements qui étaient souvent rationnels et appropriés.
Les connaissances sur la médecine en Égypte antique proviennent de papyri, de récits de savants grecs et romains, de bas reliefs, d'ostraca.

## Sources historiques

### Sources écrites

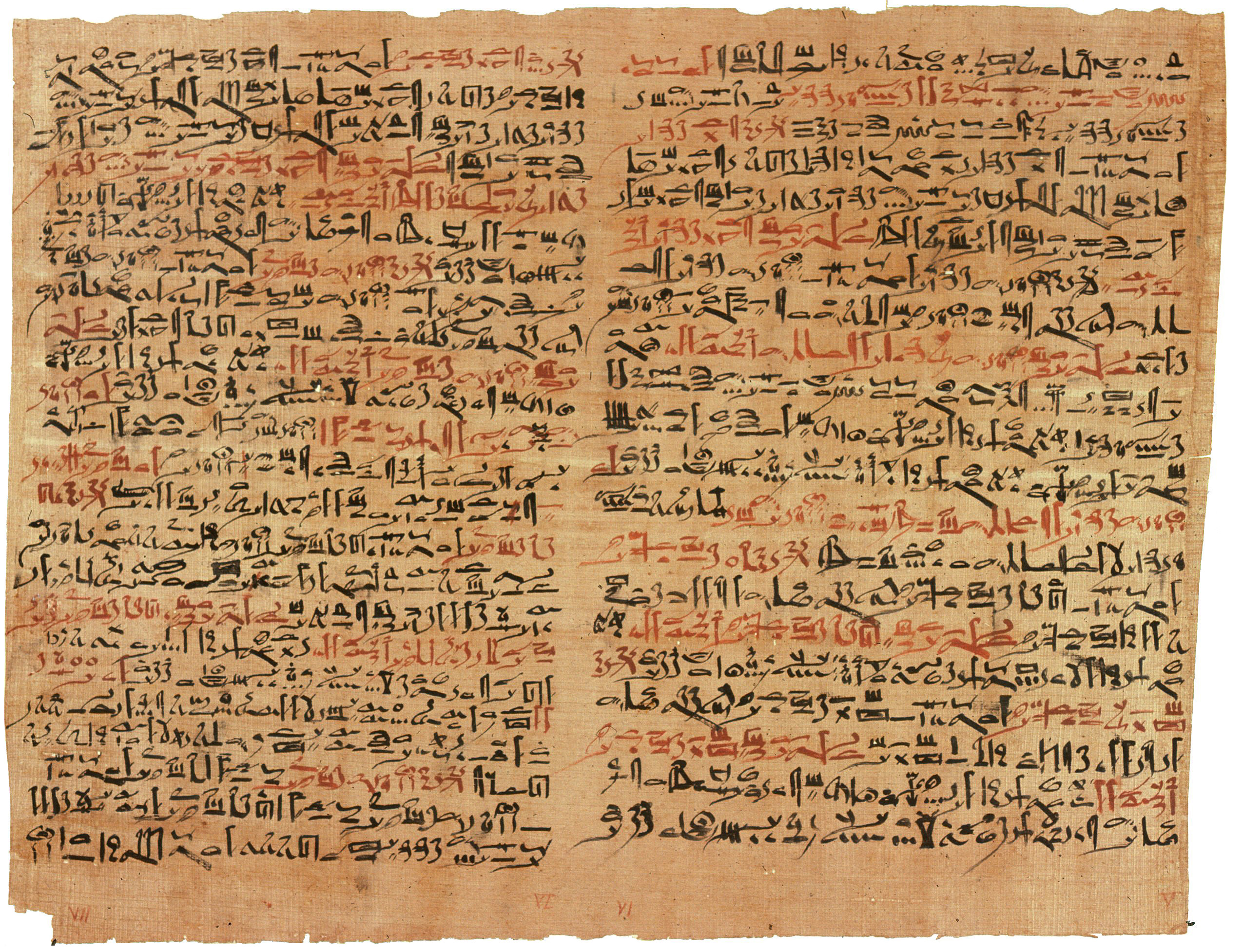
Le papyrus Edwin Smith est un texte de médecine égyptienne antique (qui remonte peut-être à une date aussi lointaine que -2600) et qui traite du diagnostic et du traitement des blessures.

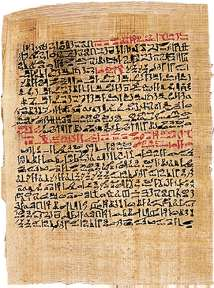
Le traitement du cancer dans le papyrus Ebers : en remède contre une tumeur, le dieu Xenus, recommande « tu t’abstiendras »

Jusqu'au XIXe siècle, les principales sources d'information sur la médecine égyptienne antique ont été les écrits de l'Antiquité tardive. Homère en -800 remarquait dans l’Odyssée : « En Égypte, les hommes sont plus qualifiés en médecine que tous les autres hommes » et « les Égyptiens avaient dans le domaine de la médecine davantage de compétence qu’en tout autre art. » L'historien grec Hérodote s'est rendu en Égypte aux environs de -440 et en a rapporté des descriptions détaillées, de leurs pratiques médicales. Pline l'Ancien a également dit grand bien d’eux dans son œuvre historique. Hippocrate (le père de la médecine), Hérophile, Érasistrate et plus tard Galien ont étudié au temple d’Amenhotep et ont reconnu la contribution de l'Égypte antique à la médecine grecque.
En 1822, la découverte de la pierre de Rosette a finalement permis la traduction des inscriptions hiéroglyphiques et des papyrus de l'Égypte antique, dont de nombreux textes consacrés à des thèmes médicaux. L'intérêt pour l’égyptologie qui s’en est résulté au cours du XIXe siècle a conduit à la découverte de documents médicaux écrits.
Il y avait à la bibliothèque d’Alexandrie une encyclopédie médicale en six volumes dont il n’est resté que le sommaire. Mais l’importance de la pratique médicale était consignée dans une quinzaine de papyri, écrits en langue grecque sacrée. Le plus célèbre et le plus ancien est le papyrus Ebers, écrit durant le Nouvel Empire, regroupant sept cents formules de maladies internes, classées en fonction des organes concernés. Le Papyrus d’Edwin Smith était selon son auteur, une copie du Moyen-Empire du livre d’Imhotep, intitulé le livre secret des médecins, livre d’enseignement exotérique et ésotérique, dont il ne reste que quelques chapitres, notamment sur le cœur mais qui exposait une médecine objective, scientifique basée sur de minutieuses observations et une très bonne connaissance de l’anatomie humaine.
- les papyri médicaux : papyrus Ebers, papyrus Edwin Smith, papyrus Hearst et d'autres encore qui remontent à 3000 ans avant notre ère. Un papyrus médical égyptien du Nouvel Empire vient de rejoindre les collections du Louvre (2007) :
  - le papyrus Edwin Smith est un manuel de chirurgie et d’observations anatomiques détaillées traitant de l’examen, du diagnostic, du traitement et du pronostic pour de nombreuses affections[3]. Il a probablement été écrit vers -1 600, mais est considéré comme une copie de plusieurs textes antérieurs. Les connaissances médicales qu’il contient remontent à 3 000 ans avant notre ère[4]. Imhotep pendant la IIIe dynastie est considéré comme l'auteur du texte du papyrus original et le fondateur de la médecine égyptienne antique. Les premières interventions chirurgicales connues ont été réalisées en Égypte aux environs de -2750 (voir § La chirurgie),
  - le papyrus Ebers (v. -1550) est rempli d'incantations et d’imprécations épouvantables destinées à chasser les démons responsables des maladies et comprend également 877 prescriptions[1]. Il contient peut être également la plus ancienne référence documentée à des tumeurs, si le peu qu’on ait compris de la terminologie médicale de l’Antiquité a été correctement interprété. D'autres informations proviennent des peintures qui ornent souvent les murs des tombes égyptiennes et de la traduction des inscriptions qui les accompagnent. Le tombeau d’Ânkh-ma-hor de la VIe dynastie (vers -2200) représente ce qui ressemble au déroulement d'une cérémonie de circoncision,

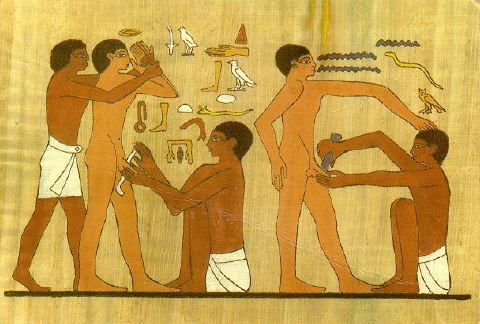
Circoncision — peinture murale dans une tombe de Saqqarah.

- les ostraca médicaux : en Égypte antique, ce terme est appliqué à des éclats de calcaire ou des fragments de poterie sur lesquels le scribe, ou l'apprenti scribe, inscrivait un texte ou faisait un dessin rapide. Le coût du papyrus ne permettait pas d'utiliser ce support pour des notes écrites non officielles, des dessins explicatifs ou satiriques, et encore moins pour apprendre l'écriture hiéroglyphique ;
- les stèles (votives ou funéraires) et les représentations figurées (parois de tombe, murs ou colonne de temple).

### Les sources archéologiques
Les progrès de la technologie médicale moderne ont également contribué à la compréhension de la médecine égyptienne antique. Les paléopathologistes ont été en mesure d'utiliser les rayons X et plus tard le scanner pour visualiser les os et les organes des momies. La microscopie électronique, la spectrométrie de masse et diverses techniques médico-légales ont permis aux scientifiques d’avoir un aperçu unique de l'état de santé en Égypte il y a 4 000 ans.

## Le système de soins
La vision du monde du XXe siècle incite à évoquer la médecine en Égypte antique en comparaison des services que nous connaissons. Il semble plus légitime, sans que cela soit péjoratif pour les anciens Égyptiens, de présenter ce que nous en connaissons comme un « système de soins » dépendant de l'institution du temple.
Le système de soins des anciens égyptiens est un service public :
1. gratuit, c'est-à-dire accessible à tous, quelle que soit la situation de fortune ;[réf. nécessaire]
2. disponible dans tout le pays ;
3. disponible à tout moment.

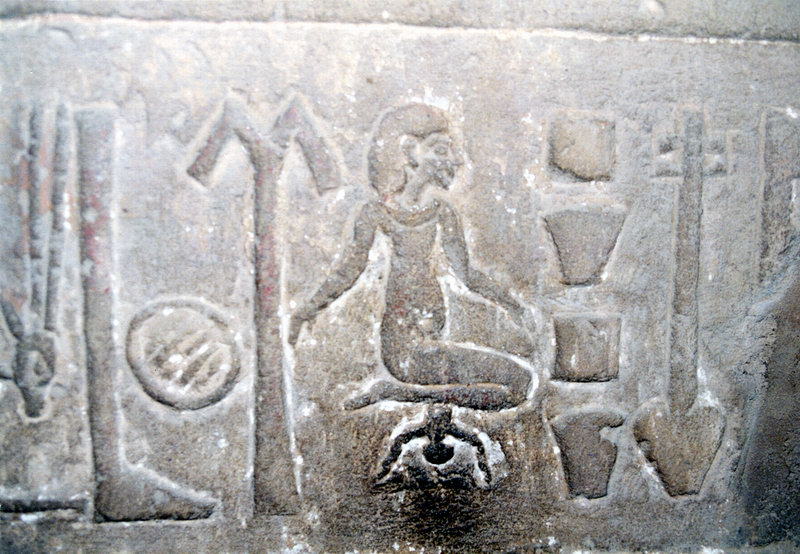
Scène d'accouchement (temple de Kôm Ombo).

Il fait partie d'un service public plus général qui gère les canaux d'irrigation, l'éducation, la justice et les réserves de grains, tout cela pour la population de l'Égypte antique.
Les établissements médicaux, aussi appelés Maisons de vie, sont connus pour avoir été mis en place dans l'Égypte antique dès la Ire dynastie. À l’époque de la XIXe dynastie, leurs employés jouissent d’avantages à ce que l'on peut assimiler à l’assurance maladie, la retraite et les congés de maladie.
Il est placé sous l'autorité de l'institution du temple. Dans la maison de vie, l'institution du temple gère, entre autres, l'école des scribes, ouverte à tous, qui forme les futurs scribes, mais ne conserve que les meilleurs. La maison de vie assure la formation des futurs médecins et des futurs prêtres. Cette institution gère également les lieux de soins à l'intérieur du temple. Ce sont des espaces sacerdotaux, contenant des cuves et des baignoires remplies d'eau sacrée. La partie malade est immergée espérant ainsi une guérison divine.
Dans certains temples, des bâtiments portent le nom de « mammisi » qui est l'endroit où s'effectue uniquement la naissance divine et mythique du futur pharaon, issu de l'union de la grande épouse royale avec le dieu au cours de la théogamie, ou hiérogamie. Pour la population, l'accouchement s'effectue à domicile dans une « maison des naissances ».

## La formation des médecins

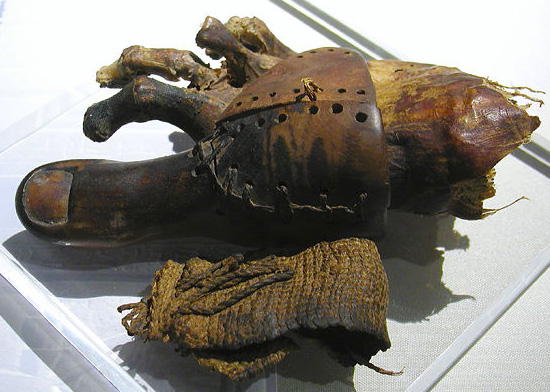
Cette prothèse d’orteil en bois et en cuir a été utilisée par un amputé pour faciliter la marche.

Le mot utilisé pour médecin en égyptien ancien est swnw. Il existe une longue histoire des swnw dans l'Égypte antique. Le premier médecin du monde dont on ait gardé trace de son existence est également attribué à l'Égypte antique : Hésirê, chef des dentistes et des médecins du roi Djéser au XXVIIe siècle. Peseshet (-2400) a peut-être été le premier médecin de sexe féminin : elle est peut-être la mère de Akhethétep, et sur une stèle qui lui est dédiée dans sa tombe, elle est désignée comme imy-r swnwt, ce qui a été traduit comme la « surveillante des femmes médecins » (swnwt étant le féminin de swnw).
Il y avait beaucoup de catégories et de spécialisation parmi les médecins. Les rois avaient leur propre swnw et même leurs propres spécialistes. Il existait des médecins inspecteurs, superviseurs et des médecins en chef. Les spécialistes connus des égyptiens étaient les ophtalmologistes, les gastro-entérologues, les proctologues, les dentistes, le médecin qui supervisait les bouchers et un inspecteur des liquides dont le rôle n’est pas précisé. L'ancien terme égyptien pour proctologue, neru phuyt, est traduit littéralement par « berger de l'anus ».
La formation des médecins, en Égypte antique, se fait dans la structure dépendante du temple, appelée « maison de vie ». Le recrutement à cette formation s'effectue après une période d'observation pour les jeunes élèves, et également, plus tard, pour les médecins grecs qui viendront compléter leurs connaissances en Égypte. Ce complément de formation pouvait durer dix ans. Les méthodes ne sont pas connues, mais reposent sur le couple maître-apprenti.

## Les lieux et modes d'exercice
Les lieux d'exercice dépendent de la relation du soignant avec la religion :
- les médecins sounou exercent en dehors du temple. Ils exercent de façon « laïque », mais selon les préceptes du temple. Leur dieu tutélaire est Thot. Ils commencent leur pratique en étant médecins itinérants : le soignant va vers le malade, et en ne soignant qu'une seule catégorie de malade. Seul le médecin de grande expérience reconnue est « généraliste ». Après une période itinérante, le sounou peut postuler pour entrer dans un centre de soins, ou exercer à son domicile.
- les médecins ouabou-sekhmet exercent uniquement dans le temple. Leur pratique est fortement imprégnée de religion, voire de magie. Ce sont les médecins purs de la déesse Sekhmet, la déesse de la guérison. Ce sont les médecins de Pharaon, le représentant du divin sur terre.
- les médecins exorcistes agissant par des paroles magiques incantatoires et des amulettes.

Les modes d'exercices sont variés : il existe des médecins pour toutes les parties du corps, pour l'esprit, pour les femmes, les hommes, les enfants, et même des médecins officiant de façon différente selon les saisons. La postérité a retenu le cas des « médecins de l'œil », qui opéraient de la cataracte, et celui des « médecins des femmes » qui faisaient réaliser des tests diagnostiques de grossesse avec pronostic du sexe de l'enfant à venir.
L'organisation de la médecine est réglementée depuis Imhotep, comme l'atteste une inscription sur un mur à Saqqarah, avec des règles éthiques bien définies réglementant la profession : lieu d'installation des centres de soins, surveillance de ces centres, contrôle de l'activité des sounous, estimation du service rendu, action disciplinaire.

## Les conclusions diagnostiques
La démarche diagnostique est décrite dans le papyrus Ebers. Le déroulement en est le suivant :
1. poser des questions au patient, par étape, calmement ;
2. faire une enquête d'entourage ;
3. trouver l'origine directe et indirecte de la souffrance ;
4. chercher l'existence d'antécédents familiaux ;
5. en cas de rechute vérifier si le traitement est convenablement pris ;
6. préparer un plan de soins, à court et moyen terme.

À ce niveau, le diagnostic se confond avec la prescription : il s'agit plus d'un rapport détaillé comportant une suite de signes cliniques suivie d'une liste de médications. La première chose à faire est de calmer la souffrance, ensuite de stopper l'évolution et enfin de trouver une solution définitive.

### Wḫdw
Wḫdw est un terme désignant un type particulier d'agent de décomposition et de maladie dans la médecine égyptienne.
Selon Steuer, les Égyptiens considéraient qu'il provenait des matières fécales présentes dans les intestins,. De là, le wḫdw était considéré comme étant absorbé par les vaisseaux sanguins (mtw) à partir des intestins inférieurs (pḥwj, littéralement « arrière »), d'où il se propageait à d'autres parties du corps, provoquant des abcès et d'autres symptômes de maladie dans le corps des vivants ; il était particulièrement associé au pus dans le sang,. Pendant ce temps, dans le corps des morts, le wḫdw se manifestait plutôt par la décomposition.
La similitude de cette conception de la maladie et de la décomposition avec le concept grec ancien de perittōma a suggéré que cet élément de la médecine grecque ancienne pouvait remonter à l'Égypte,.
En cherchant une traduction pratique et concise de wḫdw en anglais, Steuer et Bertrand de Cusance Morant Saunders examinent plusieurs possibilités :
- résidus, traduction utilisée par Jones pour perittōma, ne parvient pas à suggérer la nature pathogène de wḫdw ;
- miasme, suggéré par Jonckheere, suggère de façon trompeuse une transmission par l'air et une origine extérieure ;
- putréfaction ou corruption, leur propre suggestion, ne les satisfait pas entièrement, car wḫdw englobe une conception plus vaste que le seul processus biologique de décomposition[7].

Le terme wḫdw est attesté dans le papyrus Ebers, le papyrus Hearst et le papyrus Berlin 3038, entre autres sources.

## Les moyens thérapeutiques

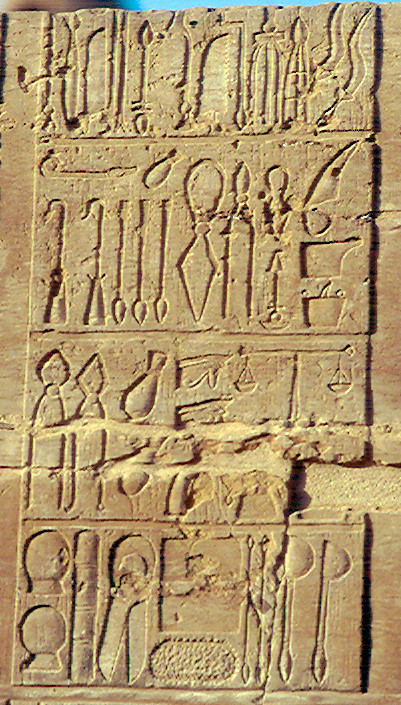
Anciens instruments médicaux égyptiens représentés à l’époque ptolémaïque ; inscription du temple de Kôm Ombo.

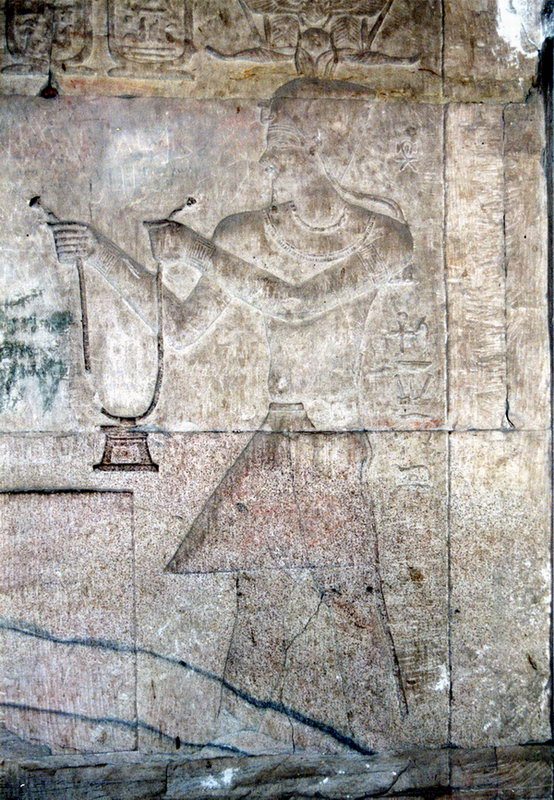
Pharaon offrant un collier pectoral (Kôm Ombo).

Les connaissances médicales dans l'Égypte antique bénéficiaient d’une excellente réputation, et les dirigeants des autres empires demandaient régulièrement au pharaon d’Égypte de leur envoyer son meilleur médecin pour soigner leurs proches. Les Égyptiens avaient une certaine connaissance de l’anatomie humaine, même s’ils n'avaient jamais disséqué de corps humain. Par exemple, au cours du procédé classique de la momification, ils savaient comment introduire un long crochet par une narine, pour briser les os minces de la boîte crânienne et extraire le cerveau. Les médecins égyptiens connaissaient également l'importance des pulsations, et savaient qu’il existait un lien entre le pouls et le cœur. L'auteur du papyrus Smith avait même une vague idée du système cardiaque, mais il ignorait la circulation sanguine et il a été incapable, à moins qu’il ait jugé cela sans importance, de faire la distinction entre les vaisseaux sanguins, les tendons et les nerfs. Ils avaient élaboré une théorie se référant à des « canaux » qui, selon cette hypothèse, transportaient l'air, l'eau et le sang de l'organisme en faisant une analogie avec le Nil, s’il est bloqué, les cultures périclitent et ils ont appliqué cette théorie à l'organisme. Si une personne était malade, ils utilisaient des laxatifs afin de débloquer les « canaux ».
Les moyens thérapeutiques utilisés par les anciens Égyptiens sont simples, multiples et variés, surprenants pour un public du XXIe siècle. Ils appartiennent à différentes catégories :

### Hygiène et diététique
Un certain nombre de pratiques médicales étaient efficaces, comme bon nombre de méthodes chirurgicales mentionnées dans le papyrus Edwin Smith. La plupart du temps, les conseils des médecins pour rester en bonne santé étaient de se laver et de se raser le corps, y compris les aisselles et cela pouvait éviter des infections. Ils ont également conseillé à leurs patients de veiller à leur alimentation et d’éviter les aliments tels que le poisson cru ou d'autres animaux considérés comme impurs.

### Des substances à action thérapeutique supposée
Tirées des trois règnes : minéral, végétal et animal.
- Minéraux : sel du nord (natron), parcelles de cuivre, pierre de Memphis en poudre (anesthésique local ?), ocre jaune sur les brûlures,
- Végétaux : la pharmacopée apparaît comme très riche, et ce d'autant plus qu'elle a conservé un caractère secret du fait des difficultés à reconnaître les plantes utilisées à l'époque dans celles de la flore actuelle (l'évolution climatique vers le réchauffement depuis plus de 3 000 ans a modifié la faune et la flore de la région et la traduction des noms reste incertaine).

Certaines substances ne sont pas identifiées, et alors que d'autres sont sources de polémique (nicotine en Égypte antique alors que le tabac sera ramené des Amériques par Nicot).
Sont identifiés, par exemple, la coriandre, la caroube, le pavot, l'ail, l'oignon, la résine d'acacia, l'orge grillée, etc. La pharmacopée égyptienne tirait l'essentiel de ses remèdes (potions, gargarismes, infusions, cataplasme, pilules...) des résines, herbes odoriférantes et parfums tel le kyphi.
- Produits animaux : la viande (cicatrisation des plaies), le miel (antiseptique local), la cire, les toiles d'araignées (désinfectant car contiendraient naturellement une substance à action de type antibiotique faible), la graisse de bœuf, le lait d'ânesse, les viscères de porc, etc.

La préparation du médicament est le fait du prescripteur, selon des protocoles rigoureux.
L'utilisation se fait sous forme d'emplâtres, pommades et onguents, préparations locales, préparations à absorber macérées dans la bière, fumigations.
La croyance générale dans la magie et la religion peut avoir contribué à un puissant effet placebo ce qui, avec la perception de la réussite du traitement peut avoir contribué à son efficacité. L'impact de l'accent mis sur la magie est apparent dans le choix des remèdes ou des ingrédients qui les constituent. Apparemment, les ingrédients sont parfois choisis parce qu'ils dérivent d'une substance, d’une plante ou d’un animal qui présente des caractéristiques qui, en quelque sorte, correspondent aux symptômes du patient. C'est ce qu'on appelle le principe du simila similibus (« traitement par les semblables ») qu’on retrouve tout au long de l'histoire de la médecine jusqu’à la pratique moderne de l'homéopathie. Ainsi, l’œuf d’autruche est utilisé pour le traitement de la fracture du crâne, et une amulette représentant un hérisson pouvait être prescrite contre la chute des cheveux.

### Les remèdes repoussants
Il s'agit de moyens mixtes, faisant appel à des remèdes excrémentiels et à la magie, pour fournir une alimentation répugnante à l'esprit qui a envahi le corps, et ainsi le chasser.
Ces excréments sont empruntés à l'âne, au crocodile, à l'hippopotame, au lézard, au pélican, au petit bétail, aux mouches et même à l'homme.
Certaines de ces pratiques se sont avérées inefficaces ou nocives. Michael D. Parkins affirme que 72 % des 260 ordonnances médicales du papyrus Hearst ne comportaient aucune substance active sur le plan pharmacologique et beaucoup de remèdes préparés à base de déjections animales contenaient des produits de fermentation et des moisissures, dont certaines ayant des propriétés curatives mais aussi des bactéries qui exposaient à une grave menace d'infection. N’étant pas en mesure de faire la distinction entre l'infection originelle et les  effets nocifs du traitement par des matières fécales, ils peuvent avoir été impressionnés par les quelques cas où l’on constatait une amélioration de l'état du patient.

### La chirurgie
Quelques interventions sont attestées, et l'usage des antalgiques et des anesthésiques vraisemblables.

### Les soins dentaires
Ils ne sont pas attestés, le mauvais état dentaire est connu et expliqué par la présence de grains minuscules de sable dans les farines (sable provenant des meules en grès) et responsables d'une usure dentaire importante.
Grâce à un certain nombre de textes anciens, on sait que l’hygiène dentaire était connue et certains papyrus contiennent des énumérations de remèdes pour les maux de dents. On sait aussi qu’il y avait des « médecins des dents », mentionnés par Hérodote.
L’examen des momies est de même très instructif. On a, ainsi, pu apprendre qu’Amenhotep III fut un martyr des maux de dents.
La thérapeutique conservatrice utilisait des obturations à base de terre de Nubie, de silicate de cuivre hydraté, d’éclats de pierre ou de blocs d’or massif.
Les accidents de la dentition des enfants étaient traités par l’ingestion de souris écorchées et cuites. Des restes de souris ont été ainsi retrouvés dans des momies d’enfants. Ce remède sera, plus tard, adopté par les Grecs, les Romains, les Coptes et les Arabes.
On pense, par contre, que l’extraction dentaire était inconnue.
Aucun texte d’époque ne parle de prothèses dentaires ou de leur réalisation. Pourtant en 1914, on a découvert, pour la première fois, dans un tombeau, deux dents reliées entre elles par un fil d’or. Ce travail daterait de la fin de la IVe ou du début de la Ve dynastie. Il existe un exemple de prothèse dentaire (deux molaires réunies par un fil d'or) qui ressemble plus à un travail d'embaumeur résolvant un souci esthétique. Après étude, on a conclu que la ligature avait été faite in vivo.
En 1948, on a retrouvé dans une tombe du -IIIe siècle, un bridge de trois dents mandibulaires reliées par un fil d’or et on a décrit, dans la bouche de certaines momies, des dents artificielles en bois de sycomore, maintenues par des crochets en or.

## L'héritage égyptien dans la médecine moderne

### Les découvertes et traités de la médecine
Certains traités médicaux ont été conservés (papyrus Ebers, Edwin Smith) et permettent de constater très clairement que les Égyptiens avaient été les premiers à observer que le cœur était « l'organe essentiel de la vie » et que ce dernier se manifestait « en parlant », ce qui signifie qu'ils ont compris qu'il battait selon un rythme régulier défini par le pouls. Il n'est pas certain qu'ils avaient, dès la découverte de la clepsydre, eu l'idée de compter les pulsations du cœur avec cette sorte de montre à eau. Cependant certains indices portent à le croire. La clepsydre ne fut utilisée que bien plus tard par Hérophile, un médecin grec de l'école d'Alexandrie, sa ville natale, qui fut le premier à s'en servir dans l'exercice de son art, au IIIe siècle avant notre ère. Il a quelque peu amélioré le procédé afin de mesurer le pouls des patients avec un peu plus d'exactitude.

### Le vocabulaire
La médecine égyptienne ne nous a pas seulement légué des techniques mais aussi bon nombre de termes médicaux dont nous retrouvons l'étymologie au quotidien.
Un premier exemple serait le terme « migraine » qui vient de l'égyptien ges-tep signifiant moitié (du) crâne. Ce terme sera repris par les grecs devenant hemicrania.
Autre exemple révélateur, le mot « cataracte » qui provient quant à lui directement du terme akhet-net-mou qui signifie littéralement « rassemblement d'eau ». En égyptien, la pupille de l'œil de disait tout net iret ce qui signifie « image de l'œil », ou bien hounet imyt iret, à savoir : « la jeune fille dans l'œil ». Il est intéressant de constater l'évolution étymologique de ce mot à travers diverses langues, car en grec, la jeune fille était une coré, en latin une pupilla et en espagnol une niña de los ojos.

## La relation permanente avec le divin
La médecine et la magie sont intimement liées en Égypte antique, la maladie résultant de l'intervention de mauvais génies, d'humains mal intentionnés ou de divinités.
Ce sont principalement les émissaires de Sekhmet, déesse à tête de lionne, qui propagent la maladie et la mort.
Cependant, ayant également le pouvoir d'apporter la guérison, cette divinité est la patronne des médecins, qui sont souvent ses prêtres.

### La magie et les incantations divines
La magie a une résonance particulière du fait du mythe d'Osiris : Isis « la grande magicienne », après avoir reconstitué le cadavre de son divin époux, sera fécondée « magiquement » et donnera naissance à Horus.
La magie et la religion faisaient partie de la vie quotidienne dans l’Égypte antique. Les Dieux et les démons étaient jugés responsables de nombreuses maladies, aussi le traitement faisait souvent appel à un élément surnaturel. Souvent, le premier recours consistait à faire appel à une divinité. Souvent, les prêtres et les magiciens étaient invités à traiter la maladie, en plus du médecin ou à sa place. Les médecins eux-mêmes utilisaient souvent les incantations et la magie dans le cadre du traitement, et de nombreux médicaments n'ont, semble-t-il, aucun ingrédient actif.

#### Les incantations
Elles sont souvent associées aux autres moyens ; il s'agit le plus souvent d'une incantation qu'un dieu du panthéon avait prononcé dans des conditions (mythiques) analogues, récitée pour assurer l'efficacité du remède.
À chaque affection correspond une formule à réciter.
Elles étaient régulièrement utilisées dans les soins contre les piqûres de scorpion, reconnues comme redoutables.
L’acte magique est composé de l’incantation, le rite et la personne du sorcier. L’incantation demeure l’étape la plus importante. Toute la puissance du culte émerge de l’incantation. Elle est composée de l’ensemble de mots que doit prononcer l’exorciste. Il y a plusieurs critères d’efficacité dans la récitation d’une incantation. Il y a la forme, le son, le rythme de ses mots sans prendre en compte de leurs, des intentions du récitant, ou de la personne du sujet. Les termes d’une incantation doivent être répétés fidèlement sous peine que cette incantation devienne nulle. La force qui émerge de l’incantation ne peut plus être contrôlée une fois lâchée, elle poursuit son cours inexorable et si elle n’atteint pas son but, elle se retourne contre son auteur.
Dans la pensée philosophique égyptienne, le monde fut créé par ce que le cœur a pensé et que langue a commandé. Autrement dit, l’instrument de l’esprit est le mot parlé qui donne à l’idée sa réalité matérielle. Créer un objet c’est d’abord le nommer d’où l’importance des mots et de la parole dans l’Égypte antique,.

#### Les actions prophylactiques
- Les amulettes.
- Les stèles prophylactiques : les stèles représentant Horus sur un crocodile sont censées protéger contre les morsures et les piqûres d'animaux venimeux.
- Les statues guérisseuses.

Les amulettes en général étaient très populaires et portées à des fins magiques pour de nombreuses raisons. Les amulettes destinées à jouer un rôle sur la santé sont classées en amulettes homéopoétiques, prophylactiques et théophores. Les amulettes homeopoétiques représentaient un animal ou une partie d’un animal dont l'utilisateur souhaitait assimiler certains attributs positifs comme la force ou la vitesse. Les amulettes prophylactiques protégeaient contre les dieux et les démons. Le célèbre Œil oudjat a été souvent utilisé sur une amulette prophylactique. Les amulettes théophores représentaient les dieux égyptiens, celle qui représentait le pagne d’Isis était destinée à endiguer l’hémorragie de la fausse couche.
Les étuis pour les doigts et les orteils, pièces de joaillerie en or utilisées pour protéger les doigts pendant l'enterrement, étaient censés protéger le défunt contre les dangers magiques et physiques, tels que les dommages pouvant survenir au cours du processus de momification. En outre, ils étaient parfois utilisés pour remplacer les doigts manquants du défunt, car on croyait qu'un corps complet était nécessaire pour un passage réussi dans l'au-delà.

#### Les sanctuaires des dieux guérisseurs
À la Basse époque de nombreux malades visitent les sanctuaires des dieux guérisseurs tels qu'Imhotep et Amenhotep fils de Hapou (tous deux des mortels divinisés) dans l'espoir d'obtenir la guérison. D'autres tentent de l'obtenir dans les sanatoria, attestés dans le temple d'Hathor à Dendérah et dans le temple d'Hatchepsout.

### Les dieux
- Isis déesse de la santé et de la fécondité, inventrice des remèdes,
- Horus souvent invoqué dans les cas de morsures d'animaux,
- Hathor déesse de l'amour, protectrice des femmes,
- Thot dieu des scribes et patron des oculistes,
- Sekhmet déesse guérisseuse,
- Bès protège le sommeil des dormeurs et est le bon génie des femmes enceintes,
- Serket protège les hommes des morsures, guérisseuse des morsures et des piqûres d'insectes

Les hommes élevés au rang des dieux :
- Imhotep, vizir et grand architecte du pharaon Djéser - IIIe dynastie ;
- Amenhotep fils de Hapou, architecte du pharaon Amenhotep III - XVIIIe dynastie.

## Imhotep, Asclépios, Esculape: une filiation?
Imhotep est connu par ses multiples activités, et ses titres officiels nombreux : grand prêtre de Ptah, haut fonctionnaire, architecte du complexe de Djéser à Saqqarah, poète rédacteur du premier recueil connu de sagesses égyptiennes, et médecin de renom.
C'est le premier personnage connu décrit comme médecin en exercice — ce qui a fait de lui, le père de la médecine. Le temps passant, son aura grandit : il devient le patron des scribes. À la Basse époque il est divinisé en tant que fils de Ptah et devient divin-guérisseur avec un sanctuaire. Sous les Ptolémées, son nom est hellénisé en Ἰμούθης / Imoúthês, et son image divinisée confondue (fondue ?) avec celle d'Asclépios : les Grecs apprennent la médecine à Alexandrie (cf. médecine en Grèce antique).

### Autres médecins connus
- Méryt-Ptah, femme médecin probablement légendaire (IIIe dynastie) ;
- Chepseskaf-ânkh, médecin et prêtre égyptien (Ve dynastie) ;
- Qar qui était prêtre-médecin sous Pépi Ier (VIe dynastie) ;
- Pa-ân-meniou, grand chef des médecins de la cour d'Osorkon II ;
- Penthou, médecin d'Akhenaton (XVIIIe dynastie).

#### En français
- Ange-Pierre Leca, La Médecine égyptienne au temps des Pharaons, Paris, Dacosta, 1992, 486 p. (ISBN 2-85128-029-5) ;
- Thierry Bardinet (trad. du grec ancien), Les papyrus médicaux de l'Égypte pharaonique : traduction intégrale et commentaire, Paris, Fayard, 1995, 590 p. (ISBN 2-213-59280-2) ;
- Richard-Alain Jean, À propos des objets égyptiens conservés du musée d’Histoire de la Médecine, Paris, université René Descartes - Paris V, coll. « Musée d'Histoire de la Médecine de Paris », 1999 (ISBN 2-9508470-3-X) ;
- Richard-Alain Jean, La chirurgie en Égypte ancienne. À propos des instruments médico-chirurgicaux métalliques égyptiens conservés au musée du Louvre, Paris, Éditions Cybele, 2012, 126 p. (ISBN 978-2-915840-29-2) ;
- Bruno Halioua, La médecine au temps des Pharaons, Paris, Liana Levi, coll. « Histoire », 2002, 265 p. (ISBN 2-86746-306-8) ;
- Christiane Desroches Noblecourt, Le fabuleux héritage de l'Égypte, Paris, SW-Télémaque, coll. « Pocket », 2004, 335 p. (ISBN 2-266-15427-3) ;
- Histoire de la médecine en Égypte ancienne, Paris, 2013-,  (ISSN 2270-2105), publication électronique.
- Ghalioungui Paul, La médecine des pharaons : Magie et science médicale dans l'Égypte ancienne, Paris, Robert Laffont, 1983, 258 p. (ISBN 978-2-221-22806-7, lire en ligne)

#### En anglais
- (en) John F. Nunn, Ancient Egyptian Medicine, Londres, 1996, 240 p. (ISBN 0-7141-0981-9) ;
- (en) Roy Porter, The Greatest Benefit to Mankind : A medical History of Humanity, Londres, W. W. Norton, 1997, 831 p. (ISBN 0-393-04634-6) ;
- (en) Lois N. Magner, A History of Medicine, New York, 1992, 400 p. (ISBN 0-8247-8673-4, lire en ligne) ;
- (en) Bruno Halioua, Bernard Ziskind, M. B. DeBevoise (traducteur), Medicine in the Days of the Pharaohs, 2000

#### En allemand
- (de) Wolfhart Westendorf, Handbuch der altägyptischen Medizin, Leiden, Brill, coll. « HdO », 1999.deux volumes / vol.  1 :  (ISBN 90-04-11320-7), vol.  II :  (ISBN 90-04-11321-5)